# Shepseskara
Shepseskara ( Hor Shekemkhau) (... – 2473 a.C.) è stato un faraone appartenente alla V dinastia egizia.

## Biografia
A Shekemkhau viene attribuito, dall'associazione con il Sisires manetoniano, un regno di sette anni ma la scarsezza di tracce archeologiche (si conosce solamente uno scarabeo proveniente dagli scavi di Abusir) fa ipotizzare una durata anche più breve, forse inferiore a un anno.
La Pietra di Palermo riporta il nome del suo tempio solare Trono prediletto di Ra di cui però non si sono trovate tracce.
Non si conosce la posizione del suo monumento funebre e neppure quella di tombe di funzionari a lui collegati.

## Liste reali
|            | \| \| \| non citato \| \| \| |
|            |                              |
| non citato |                              |
|            |                              |

|            |
| non citato |
|            |

| N5 | A50 | S29 | S29 | D28 |

| N5 | A50 | S29 | S29 | D28 |

| N5 | A50 | S29 | S29 | D28 |

| N5 | A50 | S29 | S29 | D28 |

| N5 | A50 | S29 | S29 | D28 |

| N5 | A50 | S29 | S29 | D28 |

| N5 | A50 | S29 | S29 | D28 |

| N5 | A50 | S29 | S29 | D28 |

| HASH |

| HASH |

| HASH |

| HASH |

| HASH |

| HASH |

| HASH |

| HASH |

## Titolatura
| G5 |

| G5 |

| S42 | N28 | G43 |

| S42 | N28 | G43 |

| S42 | N28 | G43 |

| S42 | N28 | G43 |

| S42 | N28 | G43 |

| S42 | N28 | G43 |

| S42 | N28 | G43 |

| S42 | N28 | G43 |

| G16 |

| G16 |

|  |

| G8 |

| G8 |

|  |

| M23 · X1 | L2 · X1 |

| M23 · X1 | L2 · X1 |

| N5 | A50 | S29 | S29 | D28 |

| N5 | A50 | S29 | S29 | D28 |

| N5 | A50 | S29 | S29 | D28 |

| N5 | A50 | S29 | S29 | D28 |

| N5 | A50 | S29 | S29 | D28 |

| N5 | A50 | S29 | S29 | D28 |

| N5 | A50 | S29 | S29 | D28 |

| N5 | A50 | S29 | S29 | D28 |

| G39 | N5 |

| G39 | N5 |

| nTr | w | wsr · s · r |

| nTr | w | wsr · s · r |

| nTr | w | wsr · s · r |

| nTr | w | wsr · s · r |

| nTr | w | wsr · s · r |

| nTr | w | wsr · s · r |

| nTr | w | wsr · s · r |

| nTr | w | wsr · s · r |

## Altre datazioni
| Autore        | Anni di regno         |
| ------------- | --------------------- |
| von Beckerath | 2438 a.C. - 2431 a.C. |
| Malek         | 2425 a.C. - 2418 a.C. |